# Younes Belkhir
Noureddine-Younes Belkhir (in arabo نور الدين يونس بلخير‎?; Orano, 25 settembre 2001) è un ginnasta algerino, specializzato nel trampolino elastico.

## Palmarès
- Campionati africani

Il Cairo 2021: argento nel trampolino individuale.